# 세화고등학교 (서울)
세화고등학교(世和高等學校)는 대한민국 서울특별시 서초구 반포동에 위치한 강남 8학군 자율형 사립 고등학교이다.

## 학교 연혁
- 1977년 6월 11일 : 학교법인 일주학원 설립 인가
- 1986년 12월 3일 : 세화고등학교 설립인가
- 1987년 2월 18일 : 초대 이임용 이사장 취임
- 1987년 2월 25일 : 초대 문영각 교장 취임
- 1987년 3월 3일 : 제1회 입학식
- 1990년 2월 24일 : 제1회 졸업식
- 1992년 10월 31일 : 일주빌딩 준공
- 1999년 5월 17일 : 학교급식·교직원 식당 개설
- 2002년 4월 17일 : 교사 증축(5층)
- 2009년 7월 17일 : 자율형 사립고 지정
- 2015년 3월 1일 : 학생식당 및 다목적 강당 준공
- 2022년 3월 1일 : 제12대 박범수 교장 취임
- 2022년 3월 2일 : 제36회 입학식
- 2022년 4월 1일 : 제6대 이재현 이사장 취임

## 참고 자료
- 세화고등학교 - 한국교육학술정보원 학교알리미